# Eurotel
Eurotel era una catena alberghiera internazionale sviluppata a metà degli anni '50 dall’impresa edile Vanzo di Bolzano.

## Storia

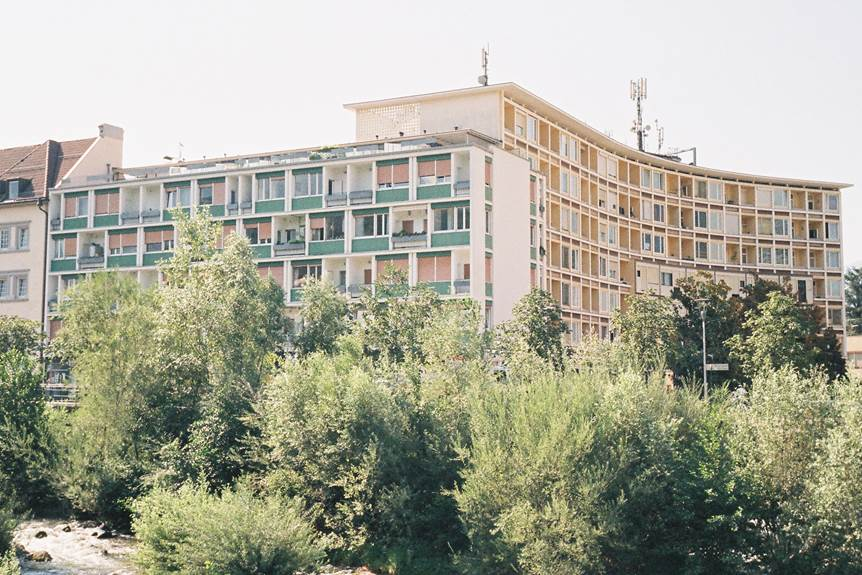
Armando Ronca: Eurotel Merano (1959), Merano

Il gruppo Eurotel fu fondato nel 1956 da Gennaro Vanzo (1914–1998) a Bolzano, con l'intento di combinare il principio dell'albergo con quello del condominio. Tra le altre cose, il sistema Eurotel ha permesso la possibilità di scambiare con i proprietari di appartamenti in altre località.
Il primo Eurotel è stato aperto a Merano nel 1959 ed è stato sviluppato in stretta collaborazione con l'architetto Armando Ronca, che era anche responsabile della standardizzazione delle unità abitative. Dopo questo prototipo, altri 35 Eurotel sono stati costruiti entro la metà degli anni '80 in tutta Europa (ed in Repubblica Dominicana) con un totale di circa 5.700 camere.
Oggi, circa due terzi degli Eurotel originali continuano come alberghi tradizionali, mentre un terzo sono stati convertiti in condomini.

## Lista degli Eurotel italiani
- Eurotel Merano, Merano, 1959
- Eurotel Garda, Garda, 1961

- Eurotel Alpe di Siusi, Castelrotto, 1961

- Eurotel Gardone, Gardone Riviera[3], 1963
- Eurotel Venezia Lido, Lido di Venezia, 1964
- Eurotel Astoria, Merano, 1965
- Eurotel Capoliveri, Isola d'Elba, 1966
- Eurotel Cermis, Cavalese, 1968
- Eurotel Rapallo, Rapallo, 1970
- Eurotel Lignano, Lignano Sabbiadoro, 1970
- Eurotel Cervinia, Breuil-Cervinia, 1972
- Eurotel Capo Caccia, Alghero, 1974